# Appennino settentrionale
L'Appennino settentrionale è una suddivisione della catena montuosa degli Appennini che si estende in Italia settentrionale e in Toscana. Si suddivide nelle sezioni dell'Appennino ligure e dell'Appennino tosco-emiliano; secondo alcune fonti, quest'ultimo comprende l'Appennino tosco-romagnolo. Il suo limite settentrionale è il Colle di Cadibona, dove si unisce con la catena alpina. Il suo limite meridionale, a seconda delle fonti, è considerato il valico di Bocca Serriola, o quello di Bocca Trabaria o anche l'intera zona compresa tra i due valichi

## Geologia
Geologicamente, l'Appennino Settentrionale ha confini diversi rispetto a quelli dettati da pure considerazioni geografiche. A nord ne viene escluso tutto il tratto tra l'entroterra di Genova e il Passo di Cadibona, mentre a sud si estende anche oltre Bocca Trabaria/Bocca Serriola. Dal punto di vista geologico l'Appennino settentrionale è così limitato da due grandi strutture con forte componente trascorrente: a nord la linea Sestri-Voltaggio e a sud la linea Ancona-Anzio.
È costituito da falde (ovvero unità tettoniche): masse rocciose di notevole estensione orizzontale che durante i movimenti orogenetici sono traslate di decine o centinaia di chilometri impilandosi le une sulle altre.
La catena appenninica settentrionale è il risultato della sovrapposizione tettonica di due domini paleogeografici diversi: una parte interna liguride e una parte esterna umbro-marchigiana. La storia geologica di questi insiemi geologici è molto complessa. L'insieme esterno è formato da uno zoccolo continentale (zoccolo Apulo) formato prevalentemente da rocce calcaree, poi traslate da ovest verso est. La parte interna liguride, si è originata dall'oceano ligure-piemontese, testimoniato dalla presenza di ofioliti oceaniche, nel Giurassico e nel Cretacico, con una storia strutturale molto complessa e connessa con l'orogenesi alpina.

## Suddivisione

### Appennino ligure

Appennino ligure: Monte Maggiorasca

L'Appennino ligure inizia dal colle di Cadibona e si interrompe al Passo della Cisa, che permette le comunicazioni tra La Spezia e Parma. Il suo percorso corrisponde all'area ligure, passando dal Savonese agli immediati dintorni di Genova. Esso incombe sul Mar Ligure con diramazioni ripide e scoscese, solcate da brevi valli, per lo più trasversali, dense di popolazione. Da ricordare il "gruppo del Beigua", nell'entroterra tra Genova e Varazze, che costituisce il tratto più sottile di questa catena montuosa, con una serie di monti affacciati sul mare con un'altezza compresa tra i 1000 e i 1300 metri (dal m. Beigua al Reixa presso il passo del Faiallo), formati da rocce ofiolitiche a prevalenza serpentinose (appartenenti alle rocce effusive). Invece, verso la Pianura Padana, presenta diramazioni e vallate più lunghe ma meno abitate. Nella zona sono presenti diversi parchi naturali tra i quali lungo la linea dello spartiacque appenninico si possono annoverare il Parco del Beigua (Regione Liguria), delle Capanne di Marcarolo (Regione Piemonte), dell'Antola, dell'Aveto.

### Appennino tosco-emiliano

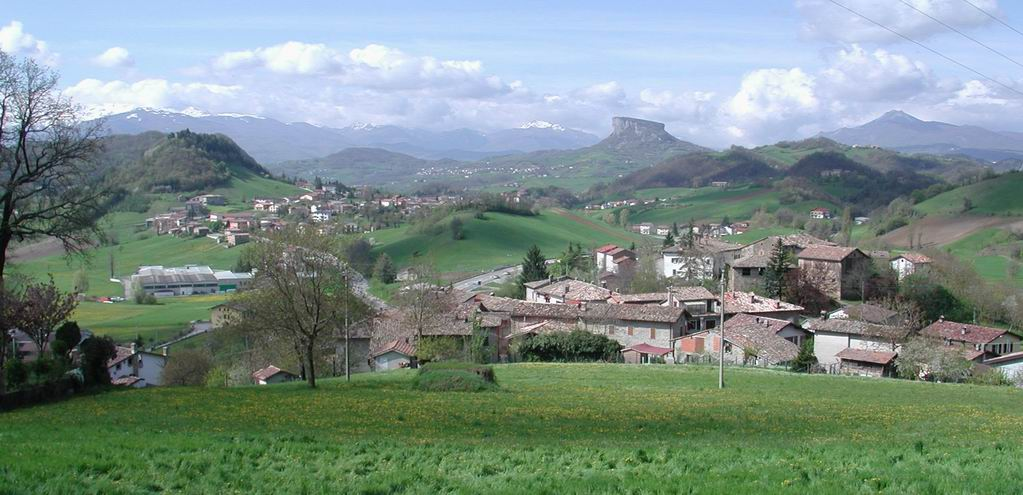
Appennino reggiano: Pietra di Bismantova

L'Appennino tosco-emiliano va dal Passo della Cisa al valico di Bocca Trabaria o, secondo altre fonti, a quello di Bocca Serriola; altre fonti, infine, considerano tutta la zona compresa tra questi due valichi come punto di congiunzione con l'Appennino umbro-marchigiano. Spiccano in questo tratto il Monte Cimone (2165 m s.l.m.), Monte Cusna (2121 m s.l.m.), Monte Prado (2054 m s.l.m., unico 2000 toscano), Alpe di Succiso (2017 m s.l.m., il 2000 più a nord di tutta la catena Appenninica), il Monte Giovo (1991 m s.l.m.), il Monte Casarola (1978 m s.l.m.), Monte Rondinaio (1964 m s.l.m.), il Corno alle Scale (1945 m s.l.m.), il Monte Gennaio (1814 m s.l.m.) e tante altre vette di quasi 2000 m, amene e paesaggisticamente eccezionali. Interessante per la sua forma è la Pietra di Bismantova, singolare formazione geologica nei pressi di Castelnovo ne' Monti.
Secondo alcune fonti, il tratto sud-orientale dell'Appennino tosco-emiliano prende il nome di Appennino tosco-romagnolo.

### Appennino tosco-romagnolo

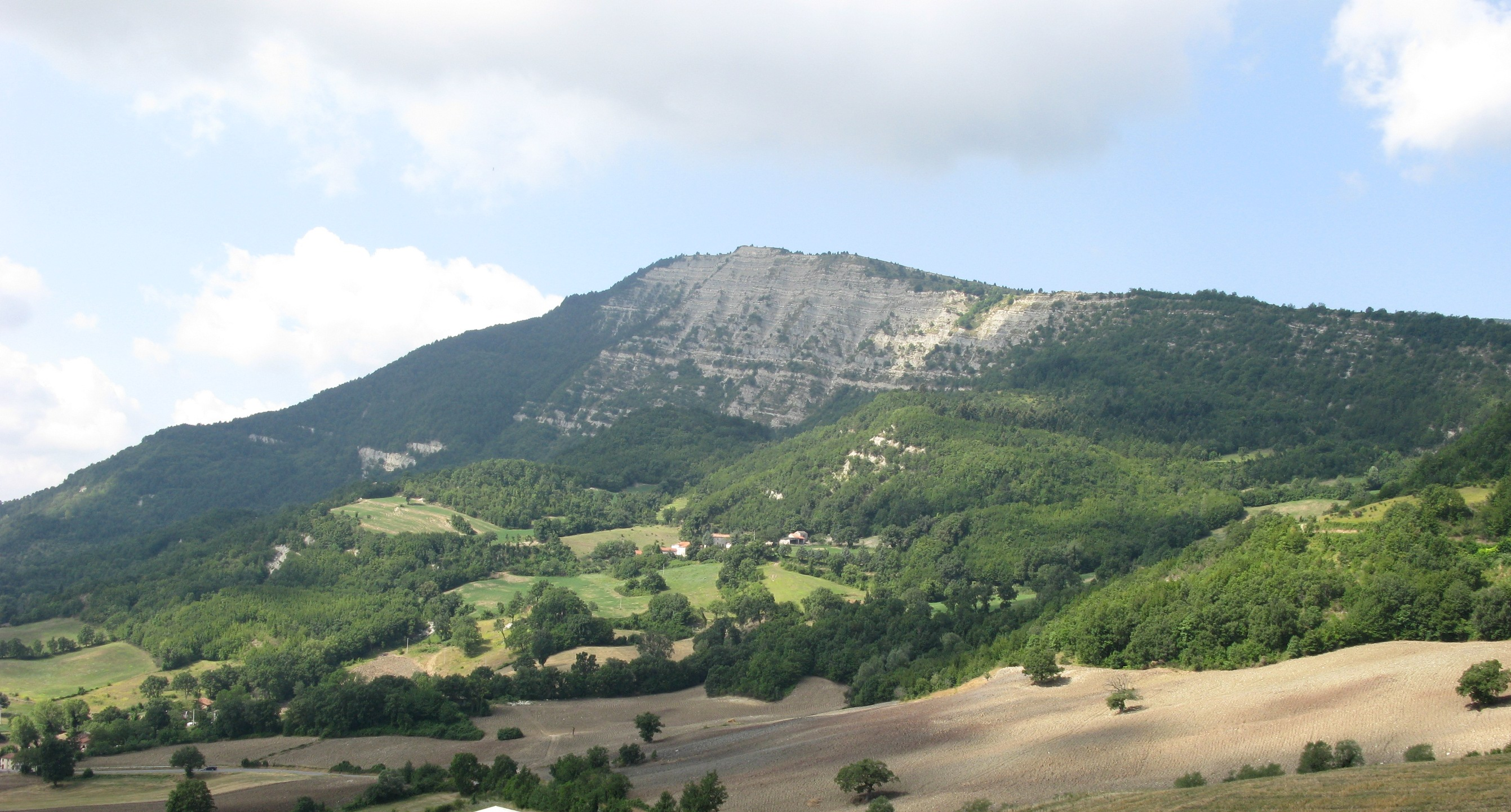
Appennino riminese: Monte Carpegna

L'Appennino tosco-romagnolo si estende tra la Romagna e la Toscana e la Repubblica di San Marino. Esso parte dal Passo della Futa a ovest (oltre il quale si estende l'Appennino tosco-emiliano in senso stretto) confinando a sud con l'umbro-marchigiano presso il valico di Bocca Trabaria o quello di Bocca Serriola.
Le cime più elevate sono il Monte Falco (1.658 m s.l.m.) e il Monte Falterona (1.654 m s.l.m.). Altra cima di rilievo è il Monte Fumaiolo (1.408 m s.l.m.), dalle cui pendici sgorga il fiume Tevere, in prossimità del paese di Balze di Verghereto. L'Appennino tosco-romagnolo ospita il Parco Nazionale delle Foreste Casentinesi, Monte Falterona e Campigna.